# Ҿ

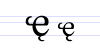

Ҽ, ҽ (conhecido como tche abecásio descendente) é uma letra do alfabeto cirílico usada na língua abecásia.

## Códigos Computacionais
| 04BE | Letra maiúscula cirílica Abkhasian Che with Descender |
| 04BF | Letra minúscula cirílica Abkhasian Che with Descender |